# Rikard Ljarja
Rikard Ljarja   (Shkodër, 1 d'abril de 1943 - Tirana, 20 d'abril de 2020) va ser un actor de teatre i cinema albanès.
El any 1950 va acabar la seva maduresa a Shkodër i el any 1955 es va graduar a l'Escola Superior d'Actuació "A. Moisiu" de Tirana.
Durant vuit anys, després de graduar-se, va treballar com a actor de teatre al Teatre "Migjeni" a Shkodër. Des del 1974 fins al 1996 va ser actor, guionista i director de pel·lícules produïdes per kinostudio. Des del 1996 fins al 1999, quan es va jubilar, va ser director artístic de la Radio Televizioni Shqiptar.
Va morir el 20 d'abril de 2020 a causa d'una malaltia greu.

## Filmografia
- Viktimat e Tivarit (1996)
- Fletë të bardha - (1990) Shoku Emir
- Pesha e kohës - (1988), Vasili
- Rrethi i kujtesës - (1987), Mjeku
- Në prag të jetës - (1985), Andrea
- Pranverë e hidhur - (1985) Xha Teli
- Skëterrë '43 - (1980), Andrea
- Radiostacioni - (1979) Komandanti
- Në pyjet me borë ka jetë - (1978), Luka
- Ilegalët - (1976) Tosti
- Në fillim të verës - (1975) I deleguari i qarkorit
- Rrugicat që kërkonin diell - (1975) Gaqo Tipografi
- Rrugë të bardha - (1974) Deda
- Shtigje te luftes (1974) - Rrema.
- Shpërthimi - (1974) Inxhinjer Iliri
- Ndërgjegja - (1972) Kujtimi
- Yjet e netëve të gjata - (1972)......xhandari
- Kur zbardhi një ditë - (1971) Komisari
- Plagë të vjetra - (1968).......Naimi
- Ngadhnjim mbi vdekjen - (1967)..Perlati
- Duel i heshtur - (1967) Skenderi
- Komisari i dritës - (1966) Dritan Shkabaj
- Monumenti

### Director
- Pesha e kohës - (1988)
- Kur hapen dyert e jetës - (1986)
- Fundi i një gjakmarrjeje - (1983)
- Dita e parë e emrimit - (1981)
- Sketerre 43 - (1980)
- Radiostacioni - (1979)
- Në pyjet me borë ka jetë - (1978)

### Guionista
- Pesha e kohës - (1988)
- Kur hapen dyert e jetës - (1986)